# Xavier-Richard Derozée
Xavier-Richard Derozée est un acteur français né à Dublin en 1725 et mort à Stockholm le 10 janvier 1760.
Comédien de province, on le rencontre pour la première fois à Bruxelles en 1746, où il épouse en secondes noces l'actrice Marguerite Gauchée, qualifié d'« ecuier ci devant lieutenant de vaisseaux », et fait partie de la troupe de D'Hannetaire. Le couple Derozée fait probablement ensuite partie de la troupe de Charles-Simon Favart durant l'année 1747 et est à Namur l'année suivante.
À Valenciennes et Cambrai en 1749, Derozée joue à Versailles en 1751, puis à Nîmes en 1758, avant d'être engagé à Stockholm l'année suivante dans la troupe Dulondel, où il meurt en 1760.